# Cornélio Procópio (ort)
Cornélio Procópio är en ort i Brasilien.   Den ligger i kommunen Cornélio Procópio och delstaten Paraná, i den södra delen av landet, 900 km söder om huvudstaden Brasília. Cornélio Procópio ligger 658 meter över havet och antalet invånare är 48 487.
Terrängen runt Cornélio Procópio är platt åt sydost, men åt nordväst är den kuperad. Cornélio Procópio ligger uppe på en höjd. Det finns inga andra samhällen i närheten.
Omgivningarna runt Cornélio Procópio är en mosaik av jordbruksmark och naturlig växtlighet. Runt Cornélio Procópio är det ganska tätbefolkat, med 83 invånare per kvadratkilometer.